# Dean Kelley
Melvin Dean Kelley (Monmouth, 23 settembre 1931 – Morton, 13 gennaio 1996) è stato un cestista statunitense, attivo nella NCAA e nella AAU e campione olimpico nel 1952.

## Carriera
Venne selezionato dai Fort Wayne Pistons all'ottavo giro del Draft NBA 1953 (63ª scelta assoluta).

## Palmarès
- Campione NCAA (1952)
- Campione AAU (1954)